# 朱祐槢
虞城王朱祐槢（1470年代—？），明朝荆王朱见㴋庶三子。明朝唯一一代虞城王，后被废为庶人。
成化十七年（1481年）十一月赐名。二十一年（1485年）八月，明宪宗命恭順侯吳鑑、保定侯梁任、鎮遠侯顧溥、永康侯徐錡、陽武侯薛倫、豐城侯李璽、武安侯鄭英、應城伯孫繼先、懷柔伯施鑑、遂安伯陳韶、修武伯沈祺為正使，尚寶司司丞胡恭、中書舍人陳綺、吏部員外郎畢亨、戶部郎中冀綺、員外郎王問、禮部員外郎楊棨、兵部郎中張忱、員外郎彭綱、刑部郎中倪鏞、員外郎潘祺、工部員外郎羅麟為副使，持節冊封朱祐槢為虞城王。
弘治五年（1492年），朱见㴋谋逆事发被赐死，明孝宗指定朱见㴋的侄子都梁王朱祐橺将来袭封荆王，命朱祐橺管荆王府事；弘治七年（1494年）三月，敕令朱祐橺将朱见㴋诸子世子朱祐柄、朱祐槢、洛安王朱祐橙、廣濟王朱祐棿拘拿到府，令他们北跪接受面諭敕旨，都革去封爵降為庶人，和各自的子女都遷發楚王封地武昌城內，各自酌量撥房屋居住，照例給與柴米等物養贍。
弘治十一年（1498年）十月，楚王朱均鈋奏請让朱祐柄、朱祐槢、朱祐橙的子女婚嫁，获准。